# FolkRola (glasbena skupina)
FolkRola je slovenska glasbena skupina. Skupina nikoli ni uradno nehala delovati. Leta 2009 jo je zapustil ustanovni član Miha Gerold, leta 2017 pa je umrl ustanovni član skupine Samir Burzić – Suri, kar je skupino začasno oddaljilo od odrov. Leta 2022 so se ponovno združili in izdali dva nova avtorska albuma. Skupina je posnela in izdala tudi 6 videospotov. 
Avtor besedil in melodij je Samo Javornik.

## Zasedba

### Prvotna zasedba
- Samo Javornik (kitara, vokal)
- Drago Repnik
- Samir Burzić
- Uroš Grögl
- Miha Gerold

### Trenutna zasedba
- Samo Javornik (kitara, vokal)
- Drago Repnik
- Tomaž Pačnik
- Uroš Grögl
- David Novak

## Nastopi na glasbenih festivalih
- Maruška - Orion 2001
- Danes - Slovenska popevka 2001
- Gra pr'nas na Koroškem - Festival narečnih popevk 2002
- Polna luna - Melodije morja in sonca 2002
- Ujemi me - EMA 2003
- Tumasti Ožbi - Festival narečnih popevk 2003
- Veter z juga - Slovenska popevka 2004
- Vse se meja - Festival narečnih popevk 2005
- Razuzdaj konje (sreča) - Slovenska popevka 2006
- 19XX - Ema 2007
- Ambart dečva - Festival narečnih popevk 2008
- Stara kitara - Slovenska popevka 2009
- Star pumpardon - Festival Kostel 2009
- Fujtenudl - Festival narečnih popevk 2010

## Albumi
- Maruška - 2001
- Razuzdaj konje (Sreča) - 2006
- Nekaj je v zraku - 2009
- Začaraj jutro (kompilacija) - 2017
- Mi smo tu, da vas zabavamo - 2022
- Zadnji refren - 2025